# Friederike Kempter
Friederike Kempter est une actrice allemande née le 23 août 1979 à Stuttgart.

## Filmographie

### Cinéma
- 2021 : Un doux désastre (Sweet Disaster) : Frida
- 2012 : Oh Boy : Julika Hoffmann
- 2012 : Mann tut was Mann kann : Kathrin
- 2011 : What a Man : Stewardess
- 2011 : Coq au vin (Kokowääh) : Agentin
- 2010 : Vater Morgana : Kerstin
- 2009 : Pandorum : Evalon
- 2007 : Vollidiot : Tina
- 2007 : Das wilde Leben : Sabine
- 2006 : Wholetrain
- 2005 : Von wegen! : Leilani
- 2005 : Alles nur Liebe
- 2000 : Moianacht : Ina (court métrage)
- 1998 : David im Wunderland : Julia

### Télévision

#### Téléfilm
- 2012 : Und weg bist Du : Theresa Friedrich
- 2011 : Le Secret de l'Arche : Sarah
- 2011 : Der Sheriff : Nadja Gelo
- 2009 : Die Ex bin ich : Sandra
- 2007 : Bukarest Fleisch : Lara
- 2007 : Les copilotes : Jenny Franolic
- 2005 : Ketchup Connection : Floyd
- 2003 : Beach Boys - Rette sich wer kann : Lisa
- 2001 : Das Mädcheninternat - Deine Schreie wird niemand hören : Cora
- 2000 : Un vrai coup de foudre : Isabelle

#### Série télévisée
- 2018 : Le Renard (saison 42 - épisode 4 : Tout pour mon enfant) : Kathrin Weber
- 2013 : SOKO Stuttgart (épisode : Mann ohne Gesicht) : Isabelle Scheurer
- 2012 - 2013 : Die LottoKönige (5 épisodes) : Elfie
- 2012 - 2013 : Add a Friend : Julia
- 2008 - 2012 : Ladykracher (plusieurs épisodes)
- 2012 : Leute, Leute! (épisode : Maschmeyer/ECHO/Kochshows/Let's Dance) : Silvia Kohn
- 2012 : Mick Brisgau (épisode : Ohne Moos nix los) : Mimi Moos-Malinowski
- 2011 : Nachtschicht : Maggie May
- 2011 : Die Wochenshow (plusieurs épisodes)
- 2010 : Der Kriminalist (épisode : Das Verhör) : Barbara Pütz
- 2010 : Danni Lowinski (épisode : Schön für einen Tag) : Viktoria Saviona
- 2009 : In aller Freundschaft (épisode : Allzu schwarz gesehen) : Inka Gehrlich
- 2002 - 2009 : Brigade du crime
  - saison 12, épisode 5 : Web-Spion : Lila Braun
  - saison 2, épisode 5 : Web-Spion : Freddy
- 2009 : Familie Dr. Kleist (épisode : In höchster Not) : Sabrina Zimmermann
- 2008 : Küstenwache (épisode : Unter Schock) : Anna Wendeck
- 2008 : SOKO Wismar (épisode : Der Tod trägt Weiß) : Andrea Friese
- 2008 : Notruf Hafenkante (épisode : Spätfolgen) : Julia Winter
- 2008 : R.I.S. - Die Sprache der Toten (épisode : Salto Mortale) : Alexa Bartels
- 2007 : Die ProSieben Märchenstunde (épisode : Des Kaisers neue Kleider - Mode, Mob und Monarchie) : Anabell
- 2006 : Pfarrer Braun (épisode : Der unsichtbare Beweis) : Rosa Grevenich
- 2006 : Balko (épisode : Tod eines Fahrlehrers) : Denise Poche
- 2005 : STF (SK Kölsch) (épisode : Taxi-Mord) : Andrea Berg
- 2005 : Un cas pour deux (épisode : Auge um Auge) : Sonja Lessing
- 2004 : En quête de preuves (épisode : Menschenfresser) : Valeska Zilke
- 2003 : Großstadtrevier (épisode : Große Freiheit) : Nicole
- 2002 - 2014 : Tatort (25 épisodes) : Nadeshda Krusenstern
- 2002 - 2014 : Hauptstadtrevier (plusieurs épisodes) : Julia Klug
- 2002 : Liebesau - die andere Heimat (épisode : 17. Juni 1953) : Greti
- 2001 : Die Wache (épisode : Taxi, Taxi) : Beate Körner
- 2000 : Le clan du bonheur (épisode : I Love You) : Jessica
- 1998 : Sylvia – Eine Klasse für sich (de) (plusieurs autres épisodes)